# Nebesa
Nebesa (Небеса) è un film del 1940 diretto da Jurij Viktorovič Tarič.